# Philodina gregaria
Philodina gregaria is een raderdiertjessoort uit de familie Philodinidae. De wetenschappelijke naam van deze soort is voor het eerst geldig gepubliceerd in 1910 door Murray.